# Villa Il Torricino
La Villa Il Torricino  è una dimora storica di Scandicci, situata in Via di Valimorta 10.

## Storia
In origine, dove oggi si trova la villa, sorgeva un castello cadolingio, menzionato in un documento del 1384. 
Nel 1427 la proprietà risulta dei Rucellai, per poi passare alla fine del secolo ai Cambi. Costoro mantennero la proprietà fino alla fine dell'Ottocento. Dopodiché si succedettero i Torricini, i Coli, i Benagli, gli Antinori, i Sabatini ed infine i Pio (dal 1958).
La trasformazione del castello in villa signorile risalirebbe al XVI-XVII secolo. 
Lungo il lato sud della villa si trovano alcune case coloniche; uno di essi si fregia di uno stemma non identificato in terracotta smaltata e la scritta "Vigliano I".